# 第2次ロッキンガム侯爵内閣
第2次ロッキンガム侯爵内閣（英語: Second Rockingham ministry）はロッキンガム侯爵を首相とする、1782年3月から7月まで在任したグレートブリテン王国の内閣。
アメリカ独立戦争のヨークタウンの戦いでイギリス軍が敗れた後、ノース内閣は議会の信任を失い、1782年3月22日に辞任した。ホイッグ党出身で1765年から1766年に首相を務めたロッキンガム侯爵が組閣した。ロッキンガム派は植民地側に同情的であり、ロッキンガム内閣は終戦に向けて交渉を開始した。
しかし、ロッキンガム侯爵が1782年7月1日に死去したことで内閣が分裂した。内務大臣のシェルバーン伯爵が後任の首相になったが、閣僚数名が反対して辞任した。「ポートランド派ホイッグ党」（Portland Whigs、名目上ポートランド公爵を指導者としたためそう名付けられたが、実際はチャールズ・ジェームズ・フォックスが指導者だった）と呼ばれた彼らはノース卿とともに野党に回り、1783年にシェルバーン伯爵内閣を追い落としてフォックス＝ノース連立内閣で与党になった。

## 内閣
| 役職                      | 肖像 | 名前                               | 在任                          | 所属政党   |
| ------------------------- | ---- | ---------------------------------- | ----------------------------- | ---------- |
| 第一大蔵卿 貴族院院内総務 |      | ロッキンガム侯爵                   | 1782年3月27日 - 1782年7月1日  | ホイッグ党 |
| 大法官                    |      | サーロー男爵                       | 1778年6月3日 - 1783年4月7日   | 無所属     |
| 枢密院議長                |      | カムデン男爵                       | 1782年3月27日 - 1783年4月2日  | ホイッグ党 |
| 王璽尚書                  |      | グラフトン公爵                     | 1782年 - 1783年               | ホイッグ党 |
| 財務大臣                  |      | ジョン・キャヴェンディッシュ       | 1782年3月27日 - 1782年7月10日 | ホイッグ党 |
| 内務大臣                  |      | シェルバーン伯爵                   | 1782年3月27日 - 1782年7月10日 | ホイッグ党 |
| 外務大臣 庶民院院内総務   |      | チャールズ・ジェームズ・フォックス | 1782年3月27日 - 1782年7月5日  | ホイッグ党 |
| 海軍卿                    |      | ケッペル子爵                       | 1782年 - 1783年               | ホイッグ党 |
| ランカスター公領大臣      |      | アシュバートン男爵                 | 1782年4月17日 - 1783年8月29日 | 無所属     |
| 軍需総監                  |      | リッチモンド公爵                   | 1782年 - 1783年               | ホイッグ党 |

## 閣外大臣
- グランサム男爵 - 第一商務卿
- アイザック・バレー（英語版） - 海軍財務長官
- トマス・タウンゼンド - 戦時大臣
- エドマンド・バーク - 軍事支払総監
- ポートランド公爵 - アイルランド総督
- ヘンリー・シーモア・コンウェイ - イギリス陸軍最高指揮官（英語版）